# Galéria Ganku
Galerie Ganku (polsky Galeria Gankowa, německy Galerie, maďarsky Karzat) je široká sutinová galerie tyčící se 280–300 metrů nad základnou severozápadní stěny Malého ganku nad Ťažkou dolinou ve Vysokých Tatrách. Je odedávna vyhledávaná horolezci.

## Název
Pojmenování převzala od štítu, který je nad ní. Gang, "gánok" znamená lidový zastaralý slovenský pojem pro verandu, v regionálním dialektu se vyslovuje "Ganek". Vztahuje se na typickou terasu, sutinovou rampu, která podélně protíná severozápadní stěnu Malého ganku ve výši téměř 300 metrů nad Ťažkou dolinou. Nazýváme ji Galerií ganku. Název přešel do literatury a kartografie ve své místní nářeční formě. Nakolik známější a správnější forma názvu "veranda" je už archaická, respektuje se obecně lidový název "Ganek" i v ustálené tatranské zeměpisné nomenklatuře.
Samostatná jména mají tři výrazné části Galerie Ganku: Puskášov pilier (polsky Filar Puškaša je pravý pilíř severozápadní stěny. Zdolal ho Arno Puškáš s Jolanou Petrlovou (Pospíšilová) 26. července 1948. Stanislawského komín (polsky Komin Stanisławskiego je pravý komín severozápadní stěny. První ním vystoupili Wiesław Stanisławski a Marek Żuławski 19. srpna 1931. Komín Lapinského a Paszuchu (polsky Komin Łapińskiego i Paszuchy se táhne prostředkem severozápadní stěny a první ho zdolali Czesław Łapiński s Kazimierzom Paszuchom 6.–7. září 1944.

## Výstupy
Galerie Ganku je jedna z nejvíce obávaných, ale i vyhledávaných stěn. Nejlehčí z cest, které vedou stěnou, je hodnocena jako velmi těžká. Mnohé výstupy se natrvalo zapsaly do dějin tatranského horolezectví.
První vylezli stěnou Galerie Ganku polští horolezci Ignacy Król (1874–1951), Władysław Kulczyński ml. (1890–1923) a Józef Lesiecki (1886–1914). Jejich cesta v levé části stěny (IV.) se dnes označuje jako "Stará cesta" nebo "Klasická cesta". V zimních podmínkách 13. května 1939 Włodzimierz Gosławski a Kazimierz Paszucha.
Jiný pramen uvádí, že snad první výstup na Galerii Ganku uskutečnil S. Sieczka, otec vůdce Macieja Sieczka, který tam chodil na lov kamzíků. Dále uvádí, že jistě první turistický výstup na galerii udělal od Východního Rumanového sedla Ludwik Chalubiński s vůdci Bartłomiejom Obrochtom a Wojciechem Rójom koncem léta 1870.
Horolezci v Galerii Ganku během uplynulých let našli mnoho nových cest.

### Tragédie
V Galeriu Ganku se odehrálo několik horolezeckých tragédií.
V zimních podmínkách 16. dubna 1933 vystupovali na Galerii Ganku Poláci, gymnaziální profesor z Poznaně Wincenty Birkenmajer a železniční právník ze Štětína Stanisław Grónski. Byli to špičkoví horolezci. Wincenty Birkenmajer teprve nedávno překonal chřipku, ale byl rozhodnut dokončit záměr, i když Grónski se chtěl vrátit. Ráno je ohrožovaly sněhové laviny a tak se rozhodli vycouvat ze žlabu. Odpoledne znovu nastoupili do stěny a i když se počasí stále více zhoršovalo lezli až do noci. Po půlnoci přenocovali v sněhovém záhrabu pod východním pilířem. Den si odpočinuli a v neděli 16. dubna pokračovali ve výstupu. Sníh a špatné počasí je přinutili po 70 metrech pomalého lezení opustit pilíř, vytraverzovat do nejbližšího žlabu a potom na žebro, po kterém stoupali do večera až na Galerii ganku. Prudká změna počasí a sněhová vichřice znovu zaútočila. Neposkytla jim dostatek času na přípravu bivaku. Noc přečkali zabalení v celtách, bez potravin a zápalek, které jim odvál prudký vítr. Po těžké noci se rozhodli sestoupit. Birkenmajer byl vyčerpán. Během sestupu do Východního Rumanová sedla je opět zasáhla prudká vichřice. Po 100 metrech sestupu od bivaku Grónski zjistil, že vleče už jen mrtvé tělo svého druha. Záchranná skupina snesla tělo mrtvého horolezce do Zakopaného 20. dubna 1933. V Zakopaném se setkali s pohřebním průvodem nesoucím rakev Ludwika Chalubińského, který se před půl stoletím spolu s Bartłomiejom Obrochtom, Wojciechem Rójem pohyboval po okraji Galerie Ganku při nedokončeném výstupu na Ganek z Východního Rumanova sedla.
Během výstupu jihozápadním pilířem zahynul jeden z nejlepších tatranských horolezců Vladimír Tatarka (1945–2001).

## Turistika
Výstup na Galerii gank je možný jen s horským vůdcem.

## Galerie

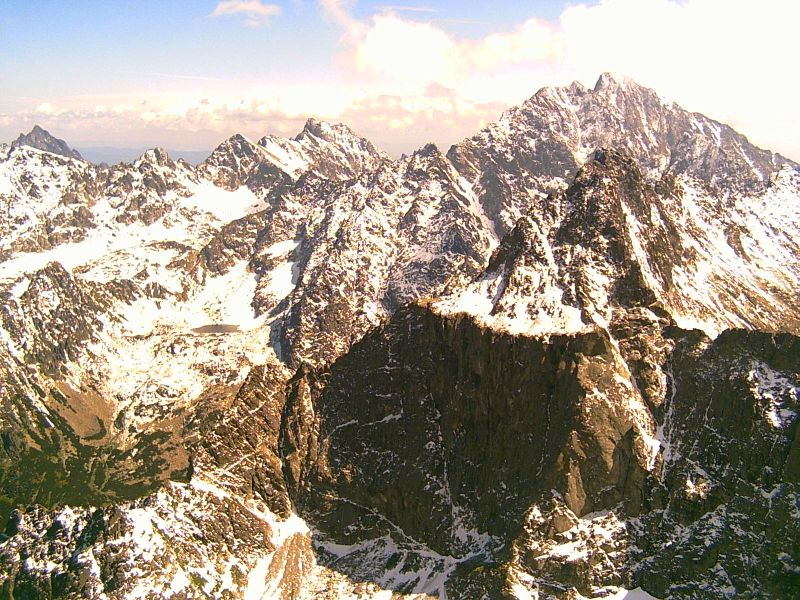
Vlevo nahoře Prostredný hrot, uprostřed Bradavice, vpravo vzadu Gerlach a pod ním Ganek
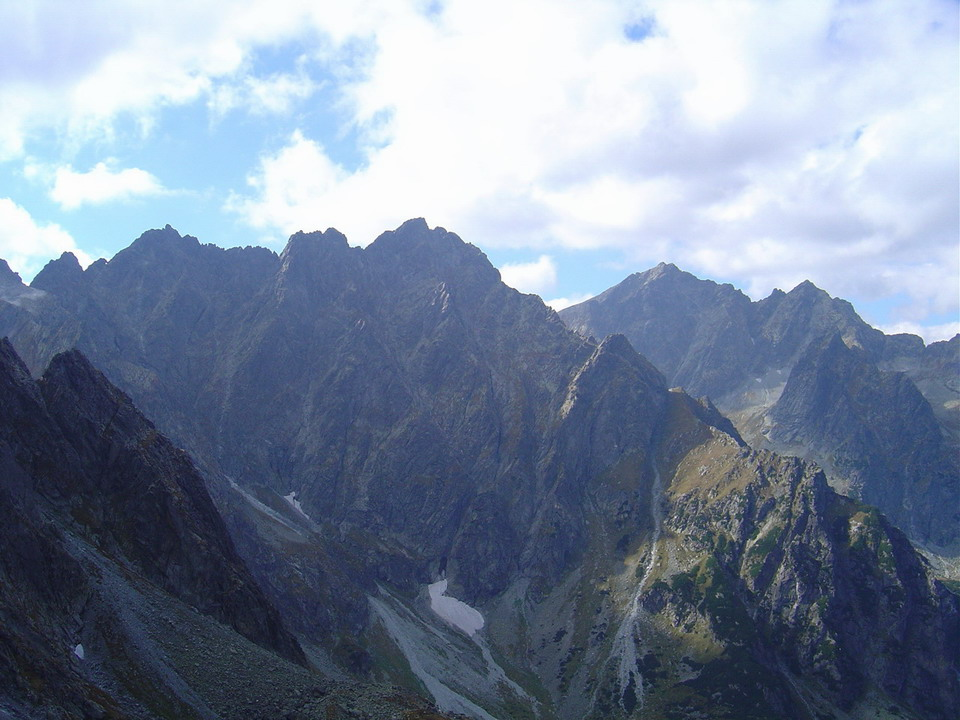
Zleva Západní železný štít, Zlobivá, Rumanov štít, Ganek, v pozadí vpravo Rysy a Malé Rysy
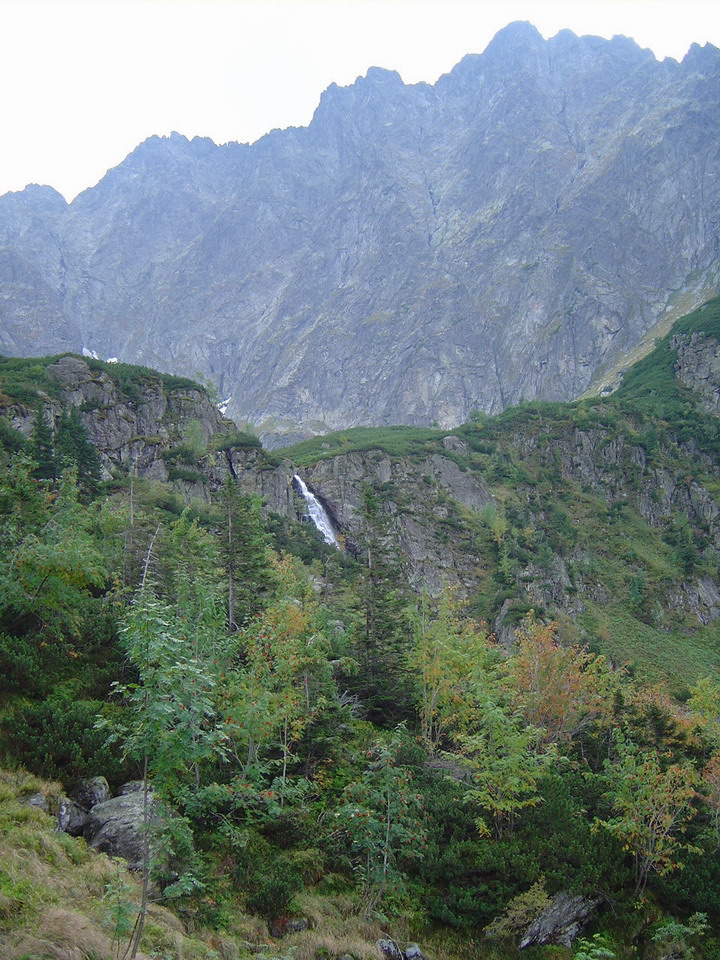
Hviezdoslavov vodopád, zprava Ganek, Rumanov štít a Zlobivá
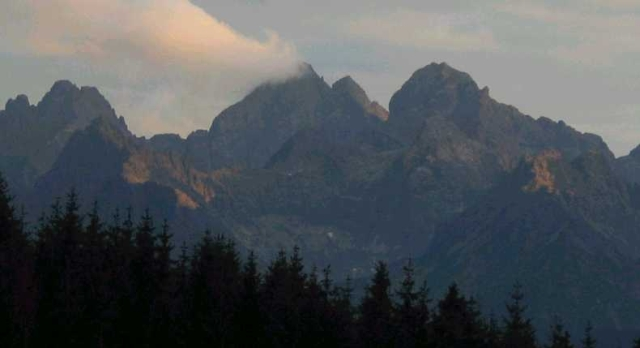
Pohled ze severu, zleva Rumanov štít a Ganek, uprostřed Vysoká (mrak) a Těžký štít, vpravo Rysy